# جون أوتو (مقدم برامج إذاعية)
جون أوتو (بالإنجليزية: John Otto)‏ هو مقدم برامج إذاعية أمريكي، ولد في 1929، وتوفي في 1999.